# Muriel Gunn
Muriel Gunn (Reino Unido, 27 de septiembre de 1906-12 de septiembre de 1996) fue una atleta británica especializada en salto de longitud, prueba en la que consiguió ser plusmarquista mundial desde el 2 de agosto de 1926 al 28 de agosto de 1926, y posteriormente desde el 1 de agosto de 1927 al 20 de mayo de 1928.

## Carrera deportiva
El 2 de agosto de 1926 consiguió batir el récord del mundo de salto de longitud, ostentado por la checoslovaca Marie Mejzlikova con un salto de 5.485 metros; a finales de ese mes la japonesa Kinue Hitomi consiguió batir la citada marca saltando 5.5 metros. El 1 de agosto del año siguiente, Muriel Gunn batió de nuevo el récord mundial, con un salto de hasta los 5.575 metros. No obstante, dicho récord le fue arrebatado de nuevo por la japonesa Hitomi, el 20 de mayo de 1928, gracias a un salto de 5.98 metros.